# ヒトラー女性化計画

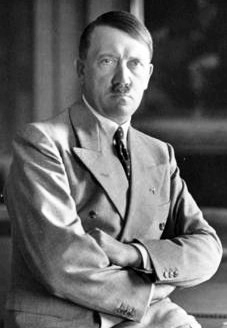
アドルフ・ヒトラー

ヒトラー女性化計画とは、第二次世界大戦中にアメリカの諜報機関「戦略情報局」（略称OSS）が、ドイツの指導者アドルフ・ヒトラーに強力な女性ホルモンを投与し、心理状態を不安定にし、声や容貌を女性化しようとした計画。

## 背景
OSSは国家社会主義ドイツ労働者党（ナチ党）およびドイツの指導者であるヒトラーの影響力を削減する計画を立てていた。しかし、暗殺はヒトラーを「殉教者」にしてドイツの戦意を高めるとして採用しなかった。
OSSの研究開発部長スタンレー・ロベルはヒトラーを失明させて戦争指導を妨げる計画を立てた。1942年4月末、ヒトラーがオーバーザルツベルクのベルクホーフでムッソリーニと会談するという情報が入った。OSSは水と反応して緩やかに失明させる気体を発生させる液体を開発し、両者の会談の場に仕込んで失明させようと目論んだ。両者が失明した後にローマ教皇から布告を出させ、両国のカトリック教徒に戦争協力をやめさせるという筋書きだった。しかしヒトラーが会談場所をザルツブルクのクレスハイム宮殿に変更したため、計画は失敗した。
OSSは新たな作戦を立てるために計画を練り直した。そこで注目されたのがヒトラーの性格であった。

## 精神分析
OSSは精神科などの医者に、ヒトラーの性格についての分析を依頼した。依頼を受けた一人である内分泌学者エルマー・バーテルズ博士は次のような分析を行っている。
- ヒトラーは毛布をかむ癖がある。これはてんかん患者によく見られる行動であり、ユリウス・カエサルやナポレオン・ボナパルトも同じてんかん患者であった。
- ヒトラーのおしゃべり好きと演劇性はヒステリー性格における自己顕示性の現れである。これは女性の性格の特徴である。
- 他人に責任を着せ、執念深く復讐心を燃やす傾向がある。これも女性的である。
- 粗食に甘んじ、運動を好まず、しかも長寿を願っている。これはまさに多くの主婦の姿である。
- ヒトラーは嫉妬深い。しかしゲリ・ラウバルやエヴァ・ブラウンといったヒトラー周辺の女性はヒトラーの嫉妬を買うような行動をする。これはヒトラーの男性機能に問題があるのではないか。
- ヒトラーは子供をかわいがるが、自分自身の子供をもうけようとしていない。これは男性にしては母性本能が強すぎるため、女性関係が淡泊なのではないか。

この診断では現在の精神分析では用いられない「ヒステリー」性格などの用語を使っているなど、現在の精神医学に照らし合わせると必ずしも妥当とは言えない。また、女性の性格に対する偏見も多分にみられる。しかし当時の基準ではこの診断は妥当なものとされ、ヒトラーの性格が「女性」に近いと判断された。
OSSは当初ヒトラーのてんかん発作を増進させる薬剤を投与することを考えたが、薬学者はそのような物質は存在しないと回答した。そのためOSSは女性ホルモンを投与することにより、ヒトラーの性格をさらに「女性的」に傾け、ヒトラーの声をソプラノにし、トレードマークの口ひげを落とす計画を立てた。

## 計画実行
1942年秋、OSSは熱でも水でも変成しないという高濃度の女性ホルモン液を開発し、ヒトラーの食べる野菜に振りかける計画を立てた。OSSはヒトラーの食事に使われる農園を特定し、そこで働く反ナチスの小作人を買収し、任務に当たらせた。2週間後、工作員は小作人が「使命を達成した」という報告を受け、OSS本部に連絡した。本部は計画の成功に沸き立ち、「ヒトラーにブラジャーをプレゼントしたい」「では私はマニキュアを」などとふざけあったという。
しかし、OSSの記録ではこの工作は失敗したとされている。計画を担当したロベル研究開発部長は「同時に毒薬も投与させたのだが、ヒトラーが生き延びた以上、買収されたドイツ人が薬を捨てたと見られる」としている。しかし、女性化が目的であるなら毒薬を投与する必要はないとして、戦史作家の児島襄はロベルの言明を将来の工作に備えて成功をごまかすための嘘ではないかとしている。

## ヒトラーへの影響
ヒトラーが表面的に女性化したという影響は見られなかった。しかしヒトラーの体調が1942年以降急速に悪化したことについて、児島襄は女性ホルモン投与が関係するのではないかとしている。

## 補説
ヒトラーの主治医であるテオドール・モレルは牛の前立腺から抽出した男性ホルモンの一種テストステロンをヒトラーに処方しているが、これは男性ホルモンの投与が活力や精力の増強になるとモレルが信じていたためである。